# Userbar

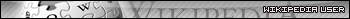
Esempio di userbar.

Una userbar (in italiano barra utente) è una piccola immagine allungata dalla grafica semplice ma accattivante (in alcuni casi con un minimo di animazione), usata solitamente nelle firme di forum ed e-mail per mostrare i gusti personali di un utente.
In generale le userbar devono rispettare dei parametri specifici imposti dalle community in cui sono adoperate per essere sicuri che abbiano un aspetto ordinato e leggibile. Le caratteristiche più comuni sono le seguenti:
- 350 pixel di larghezza[1]
- 19 pixel di altezza[1]
- Font "Visitor"[1]
- Testo allineato a destra e centrato verticalmente, di colore bianco con bordo nero spesso 1 pixel
- Righe diagonali inclinate di 45°
- Cerchio semi-ellittico e semi-trasparente sulla parte superiore (per ottenere un effetto 3D)
- Bordo nero spesso 1 pixel
- Immagine di sfondo a tema con i propri interessi personali